# Frontière entre la Libye et Malte
La frontière entre la Libye et Malte est entièrement maritime et se situe en mer Méditerranée.
La délimitation fut l'objet d'une décision de la Cour internationale de justice qui s'est prononcée par un arrêt le 3 juin 1985 : elle a considéré que la méthode de l’équidistance ne s’imposait pas et n’était pas la seule méthode appropriée.
Un traité bipartite fut formalisé l'année suivante avec un segment de démarcation en 11 points:
- Point 1 : 34° 40′ 46″ N, 13° 50′ 00″ E
- Point 2 : 34° 40′ 10″ N, 13° 52′ 31″ E
- Point 3 : 34° 39′ 16″ N, 13° 56′ 09″ E
- Point 4 : 34° 37′ 11″ N, 14° 04′ 15″ E
- Point 5 : 34° 37′ 02″ N, 14° 05′ 14″ E
- Point 6 : 34° 35′ 20″ N, 14° 15′ 37″ E
- Point 7 : 34° 34′ 07″ N, 14° 23′ 54″ E
- Point 8 : 34° 33′ 07″ N, 14° 31′ 29″ E
- Point 9 : 34° 32′ 18″ N, 14° 37′ 24″ E
- Point 10 : 34° 31′ 20″ N, 14° 49′ 07″ E
- Point 11 : 34° 29′ 53″ N, 15° 10′ 00″ E